# Wansleben am See
Wansleben am See è un ex comune tedesco di 1 815 abitanti, situato nel land della Sassonia-Anhalt, oggi frazione di Seegebiet Mansfelder Land. Il 1º gennaio 2010, insieme ai comuni di Amsdorf, Aseleben, Erdeborn, Hornburg, Lüttchendorf, Neehausen, Röblingen am See, Seeburg e Stedten formò infatti il comune di Seegebiet Mansfelder Land.

## Storia

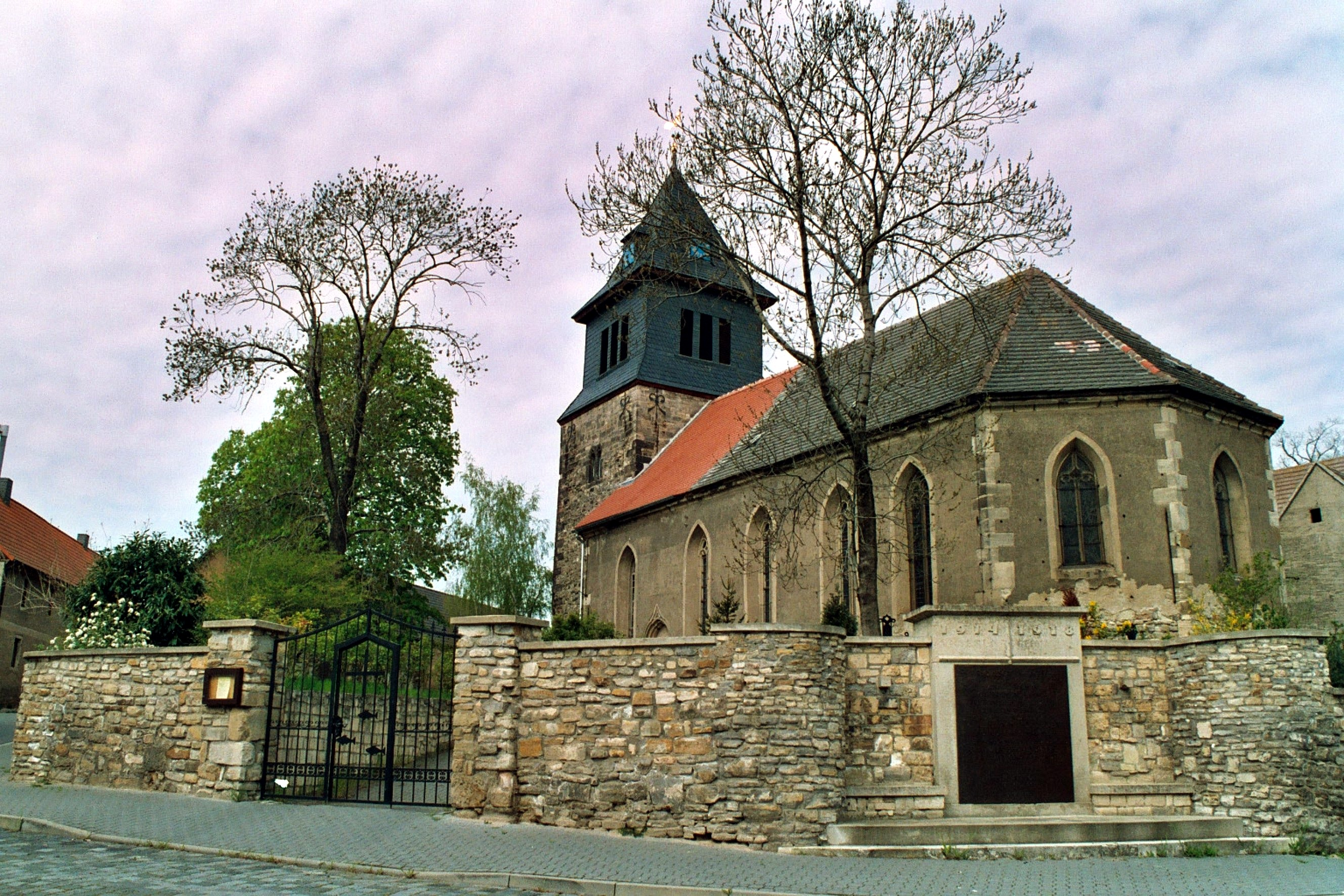
La chiesa parrocchiale dei santi Stefano e Andrea (1509)

Le prime notizie storiche sul comune di Wansleben am See si trovano in un registro delle decime del monastero di Hersfeld ascrivibile al periodo 881-899, anche se il villaggio all'epoca presente appare oggi scomparso.
Già dall'Ottocento vennero creati nell'area dell'abitato alcuni pozzi per l'estrazione di potassio come il Georgi (1898) e d il Neumansfeld (1910), i quali vennero largamente sfruttati durante il periodo della seconda guerra mondiale quando le truppe naziste crearono anche un campo di lavoro a tale scopo nei pressi, dipendente dal famigerato campo di concentramento di Buchenwald. I prigionieri presenti al campo (che nel 1944 erano 2024), alloggiavano in un campo di superficie, ma vennero costretti a realizzare una serie di percorsi e sale sotterranee per coprire in realtà una vasta produzione bellica a oltre 400 metri di profondità, in condizioni di lavoro estenuanti: tali strutture sotterranee servivano in particolare alla Luftwaffe per la produzione di velivoli Junkers, parti di razzi V1 e V2, pompe per aerei Messerschmitt e per la fabbricazione di detonatori per granate.
Tra l'ottobre del 1943 e la primavera del 1945, vennero conservate nei sotterranei diverse opere d'arte, tra cui 500 scatole provenienti dalla biblioteca e dal fondo d'archivio dell'Accademia Leopoldina di Halle (Saale).
Con l'approssimarsi degli alleati, il 12 aprile 1945, alle 5:00, i prigionieri rimanenti al campo vennero spostati forzatamente verso Dessau e verso Schönebeck. Molti morirono nel corso di questa marcia. Il 14 aprile 1945, il campo venne liberato da una piccola unità della 104ª divisione di fanteria degli Stati Uniti (al comando del generale Terry de la Mesa Allen).
L'estrazione del potassio nell'area cessò negli anni '60.
Il 1 ° gennaio 2010, le comunità di Wansleben am See, Amsdorf, Aseleben, Erdeborn, Hornburg, Lüttchendorf, Neehausen, Röblingen am See, Seeburg e Stedten si sono fuse per formare la comunità di Seegebiet Mansfelder Land.